# Bursera attenuata
Bursera attenuata là một loài thực vật có hoa trong họ Burseraceae. Loài này được (Rose) L.Riley mô tả khoa học đầu tiên năm 1923.